# Drosophila tanythrix
Drosophila tanythrix är en tvåvingeart som först beskrevs av Elmo Hardy 1965.  Drosophila tanythrix ingår i släktet Drosophila och familjen daggflugor.
Artens utbredningsområde är Hawaii.